# アレクシ・ブラン
アレクシ・ブラン（Alexis Blin、1996年9月16日 - ）は、フランス・ル・マン出身のサッカー選手。セリエA・USレッチェ所属。ポジションはMF。

## クラブ経歴
2013年からトゥールーズFCで育成され、2015年1月11日、リーグ・アン第20節リヨン戦でトップチームデビュー。
2018年9月10日、アミアンSCへのレンタルが発表された。
2019年6月11日、アミアンがレンタル契約時に付随していた買い取りオプションを行使し、ブランと3年契約を結んだ。
2021年6月23日、USレッチェに移籍した。